# Brando (Korsika)
Brando (korsisch Brandu) ist eine Gemeinde auf der französischen Mittelmeerinsel Korsika. Sie ist der Hauptort (Chef-lieu) des Kantons Cap Corse im Arrondissement Bastia und im Département Haute-Corse.

## Geografie
Brando liegt auf der Halbinsel Cap Corse und grenzt im Osten an das Mittelmeer. Das Siedlungsgebiet liegt durchschnittlich auf 300 Metern über dem Meeresspiegel und besteht aus den Dörfern Lavasina, Erbalunga, Pozzo, Silgaggia, Poretto, Friscolaccio, Castello und Mausoleo. Örtliche Erhebungen heißen Cima di e Follicie (1324 m) (mit der Höhle Grotta a l'Albucciu), Monte Stello (1306 m), und Monte Capra (1206 m). Die Nachbargemeinden sind Sisco im Norden, Santa-Maria-di-Lota im Süden, Olmeta-di-Capocorso im Westen und Olcani im Nordwesten.

## Bevölkerungsentwicklung
| Jahr      | 1962 | 1968 | 1975 | 1982 | 1990 | 1999 | 2006 | 2012 |
| --------- | ---- | ---- | ---- | ---- | ---- | ---- | ---- | ---- |
| Einwohner | 967  | 1066 | 1157 | 1353 | 1334 | 1527 | 1542 | 1654 |

## Sehenswürdigkeiten
- Schlösser in Brando und Lavasina
- Ehemaliges Benediktinerinnenkloster Erbalunga (1862 bis 1963, gegründet durch die von Thérèse de Bavoz begründete Benediktinerinnenabtei Pradines)
- Genuesertürme in Erbalunga, Sagro und Poretto

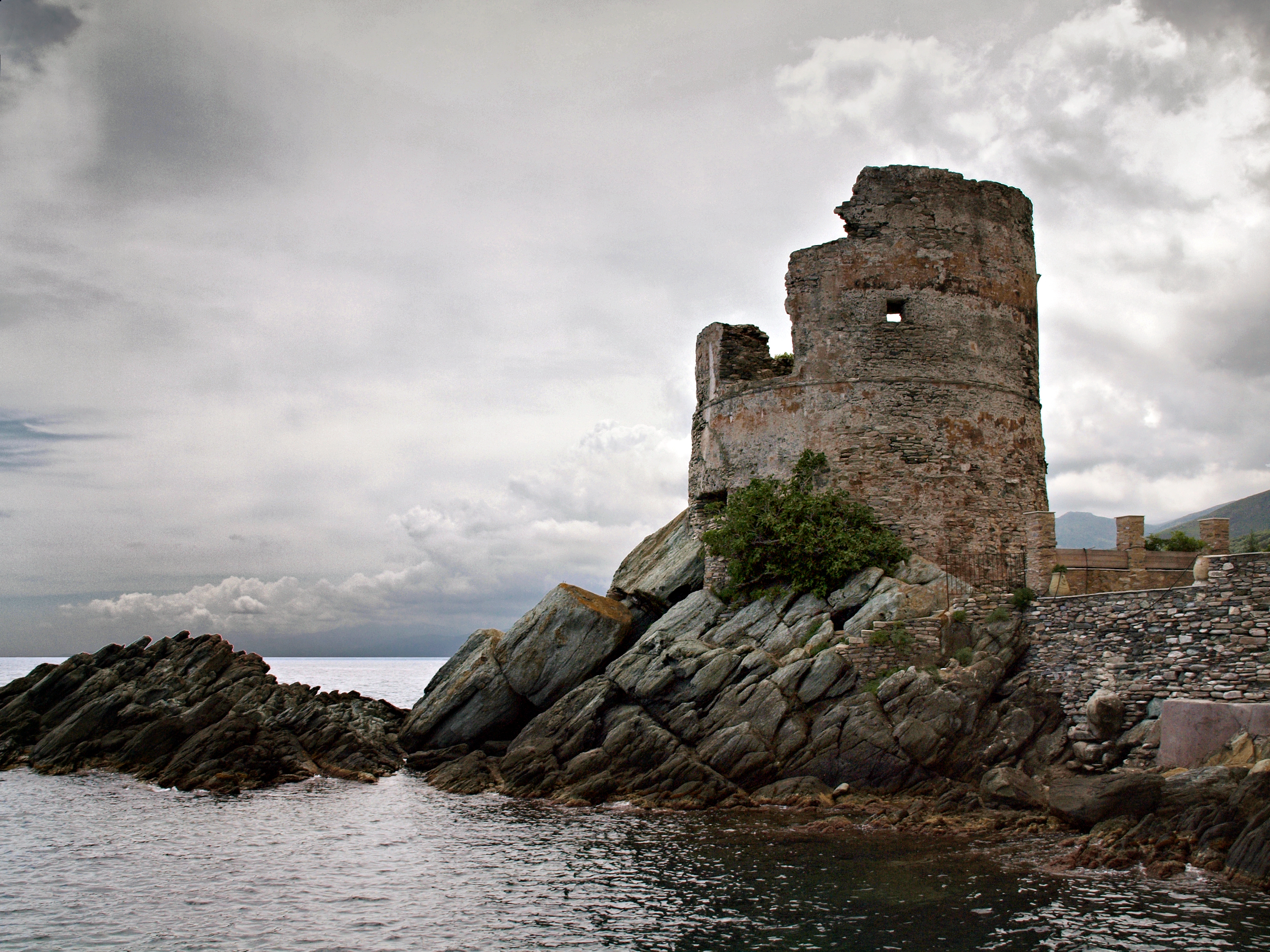
Genueserturm von Erbalunga
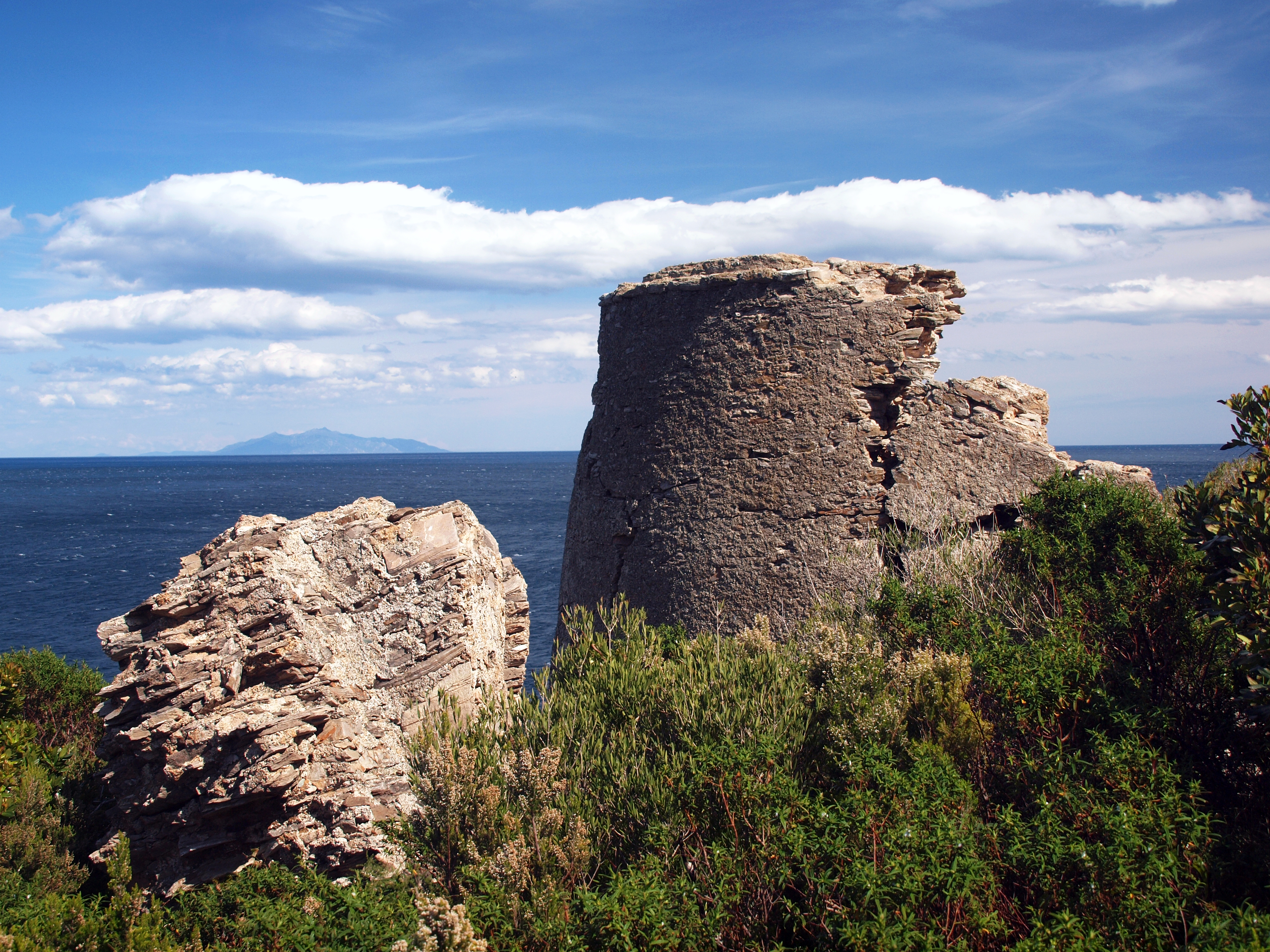
Genueserturm von Sagro
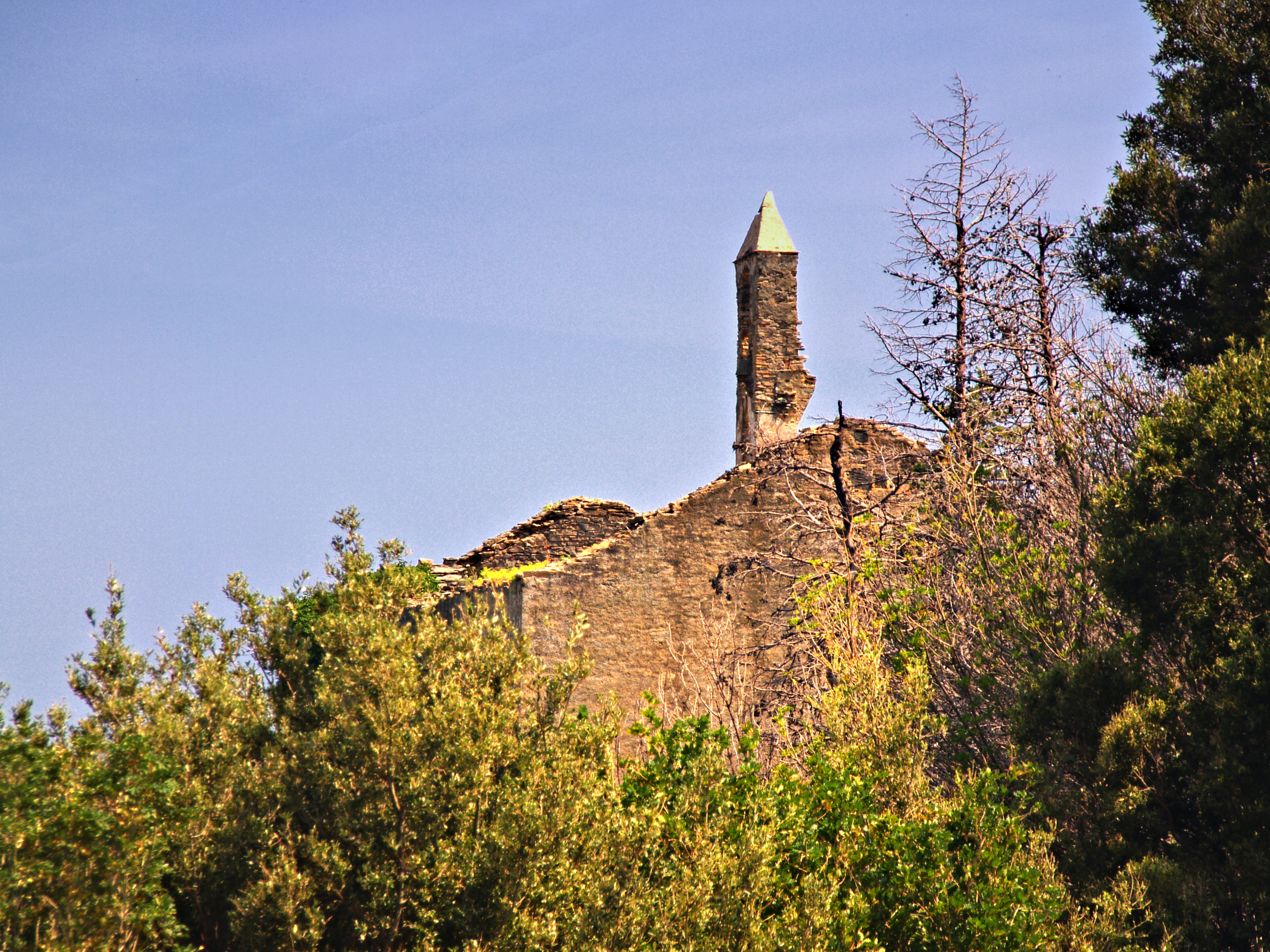
Ruinen des  Klosters von Castello
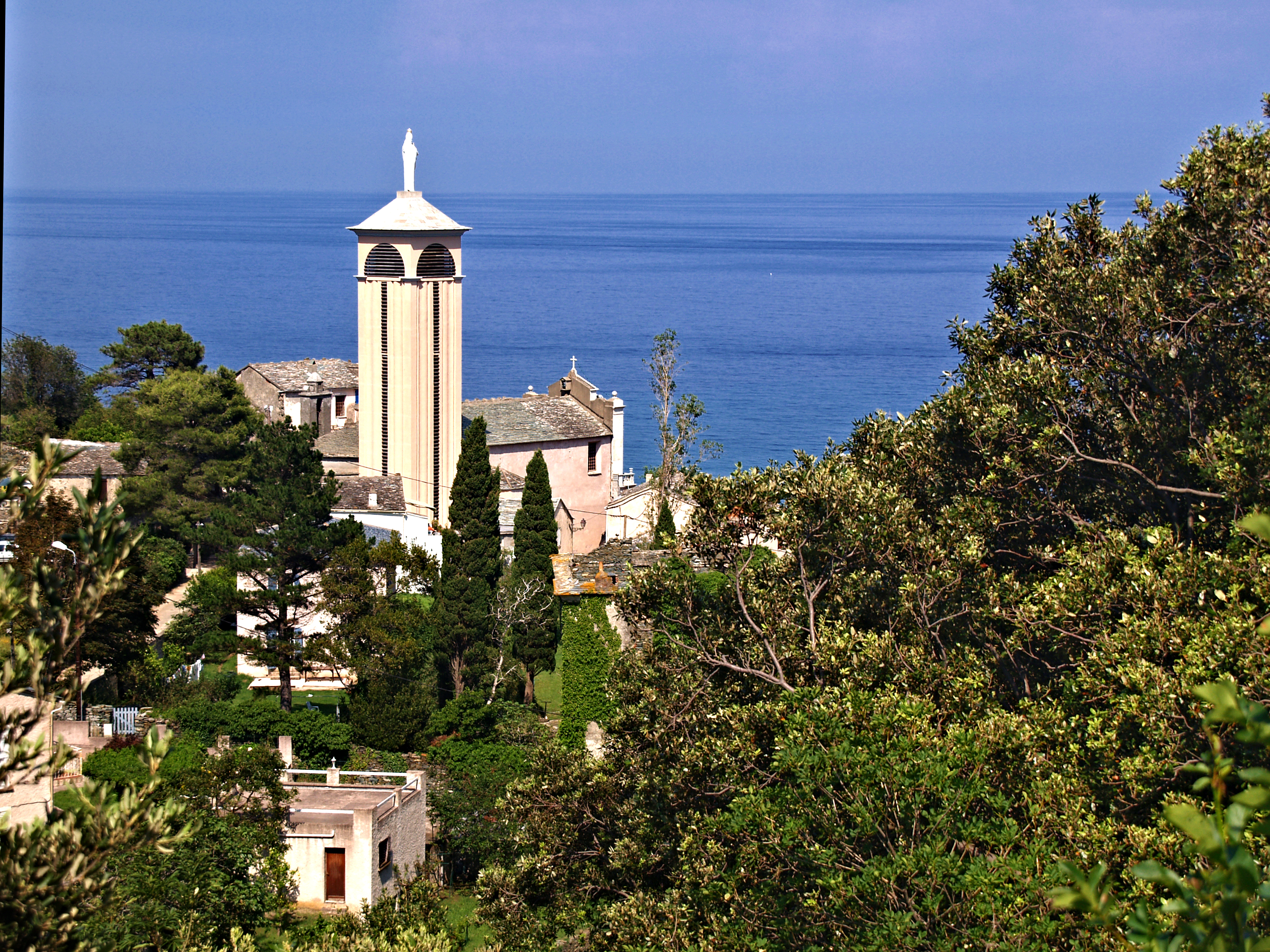
Früheres Franziskanerkonvent von Lavasina
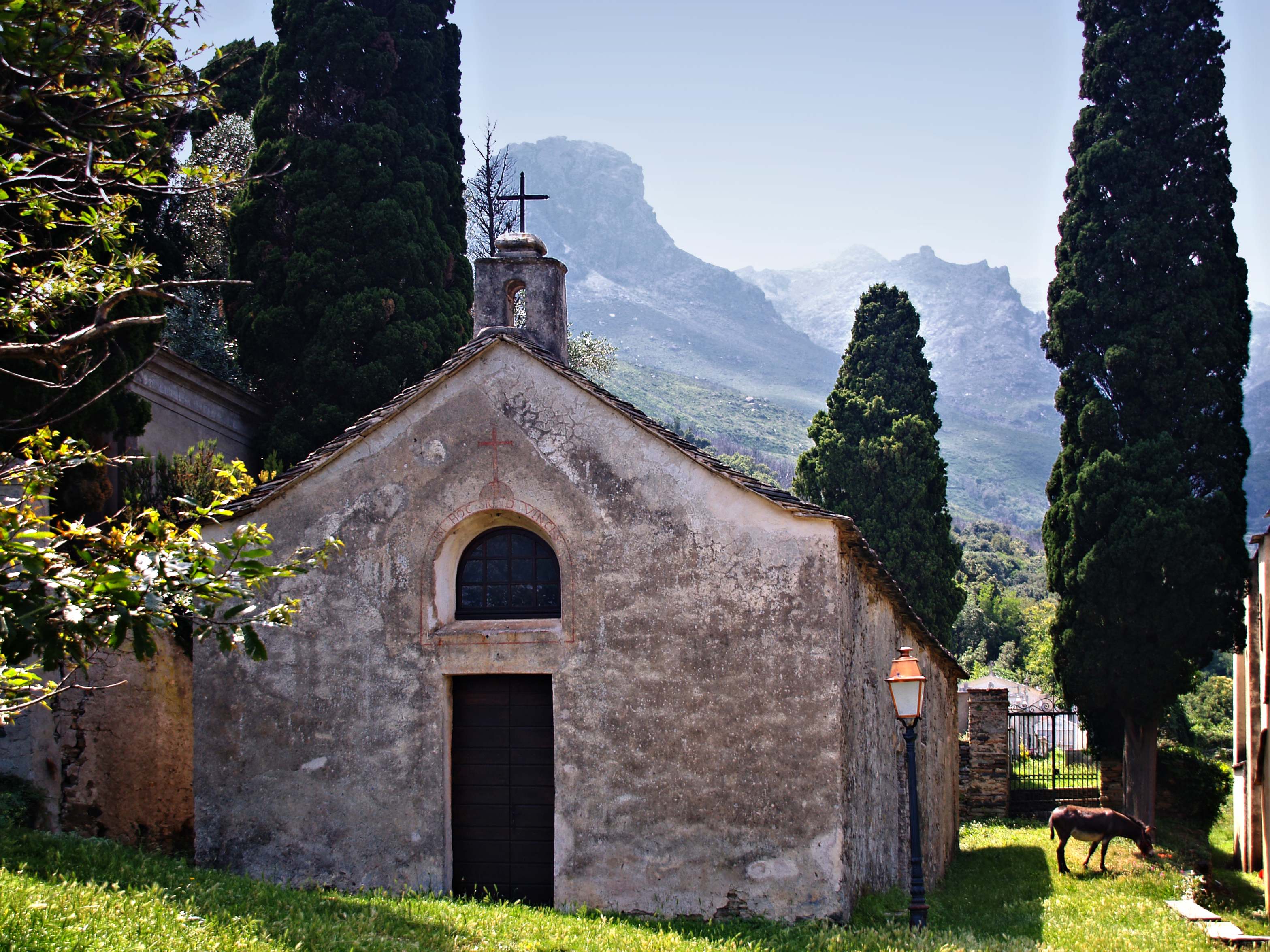
Kapelle der Bruderschaft des Heiligen Kreuzes (Chapelle de la Confrérie de la Sainte-Croix) in Silgaggia
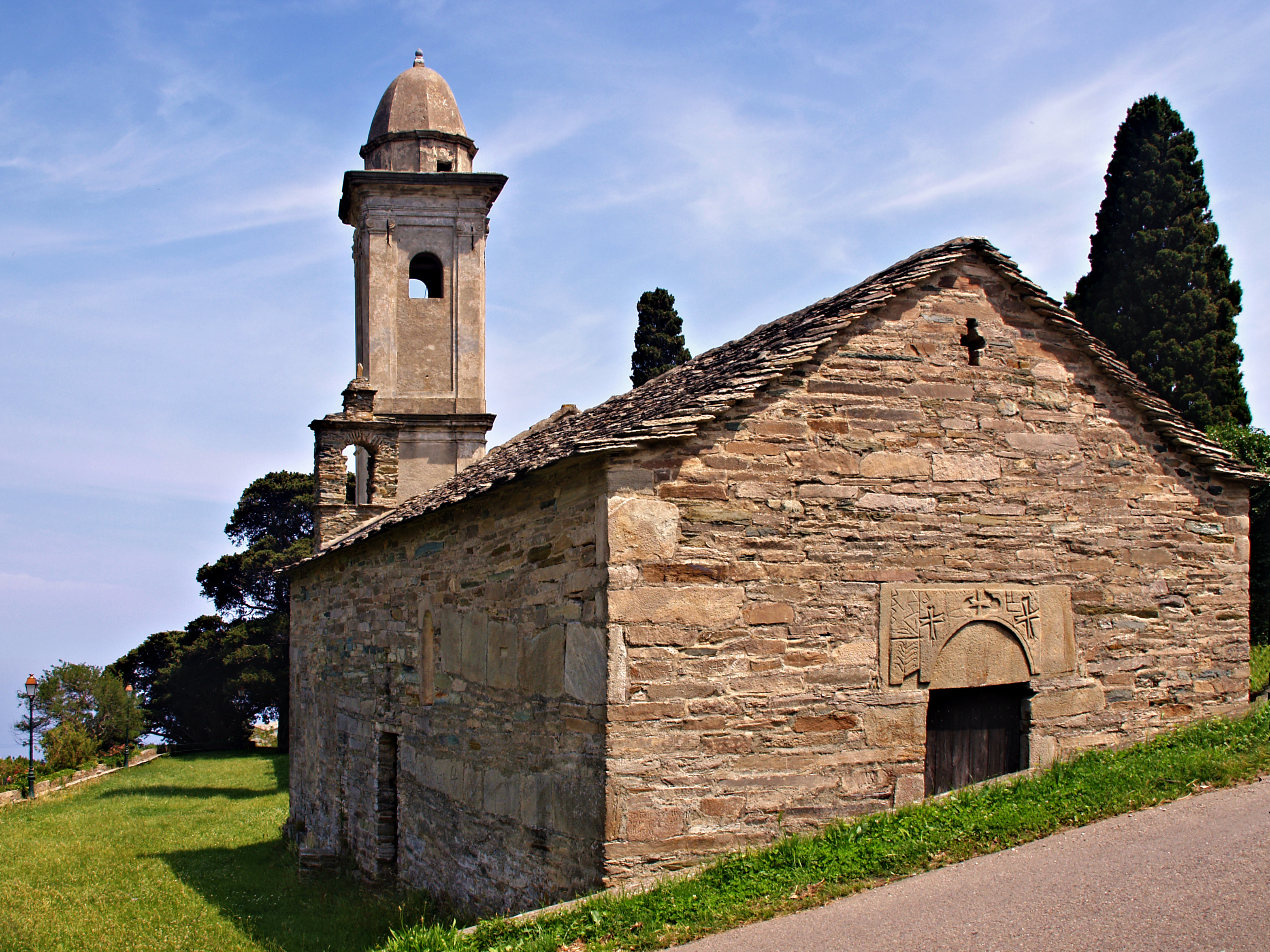
Kapelle Santa-Maria-Assunta in Silgaggia
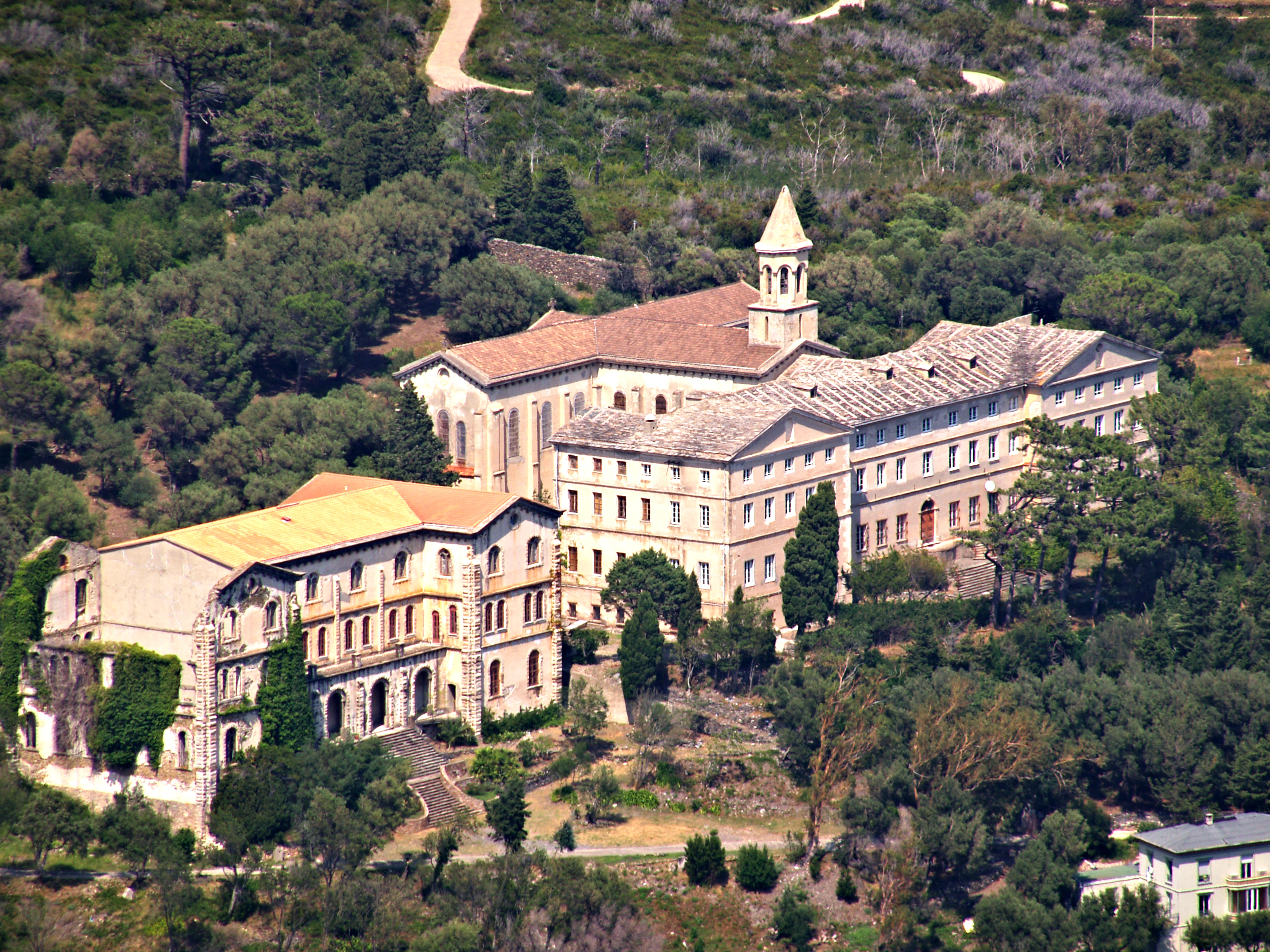
Benediktinerkloster
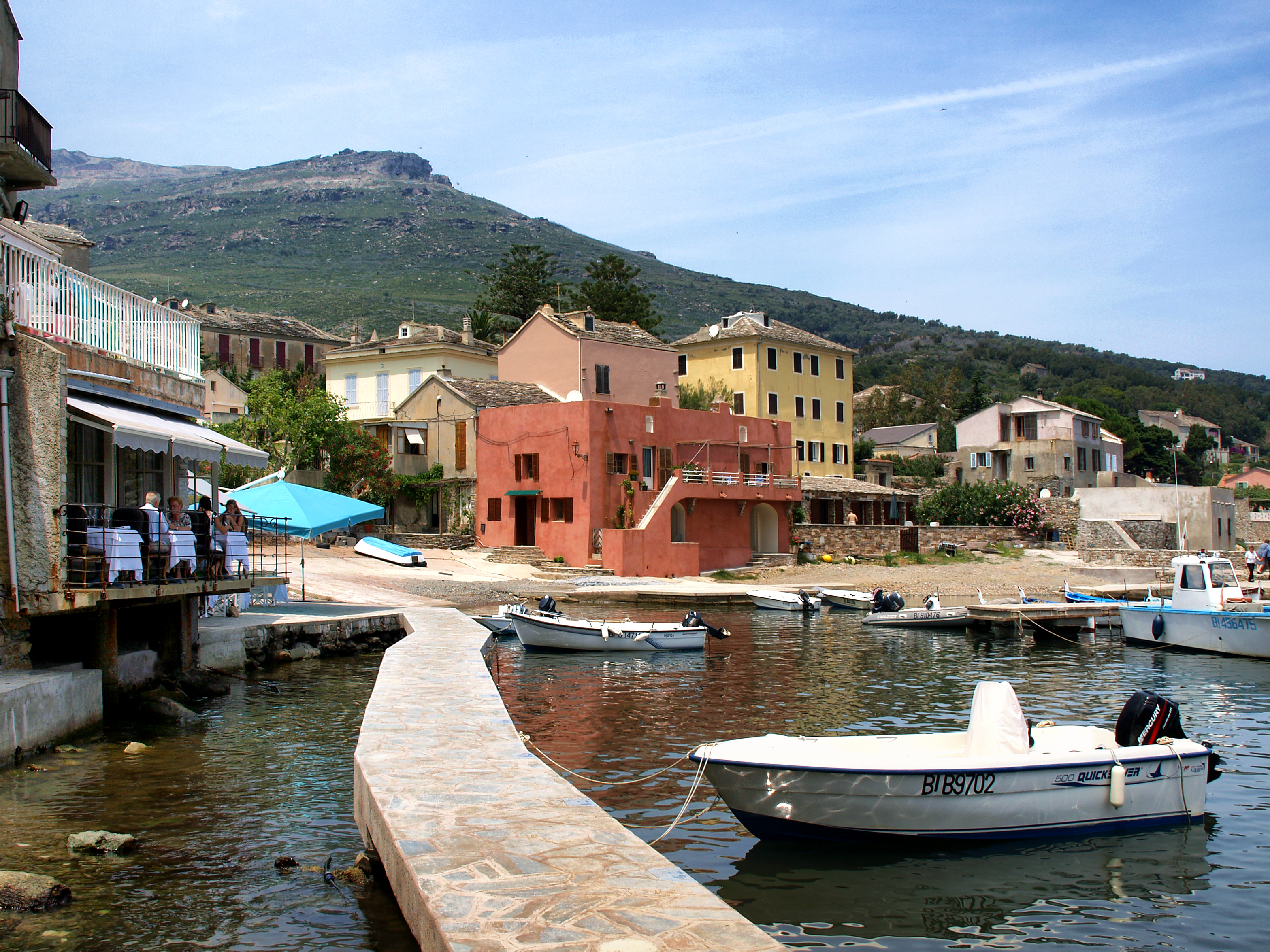
Hafenanlage von Erbalunga
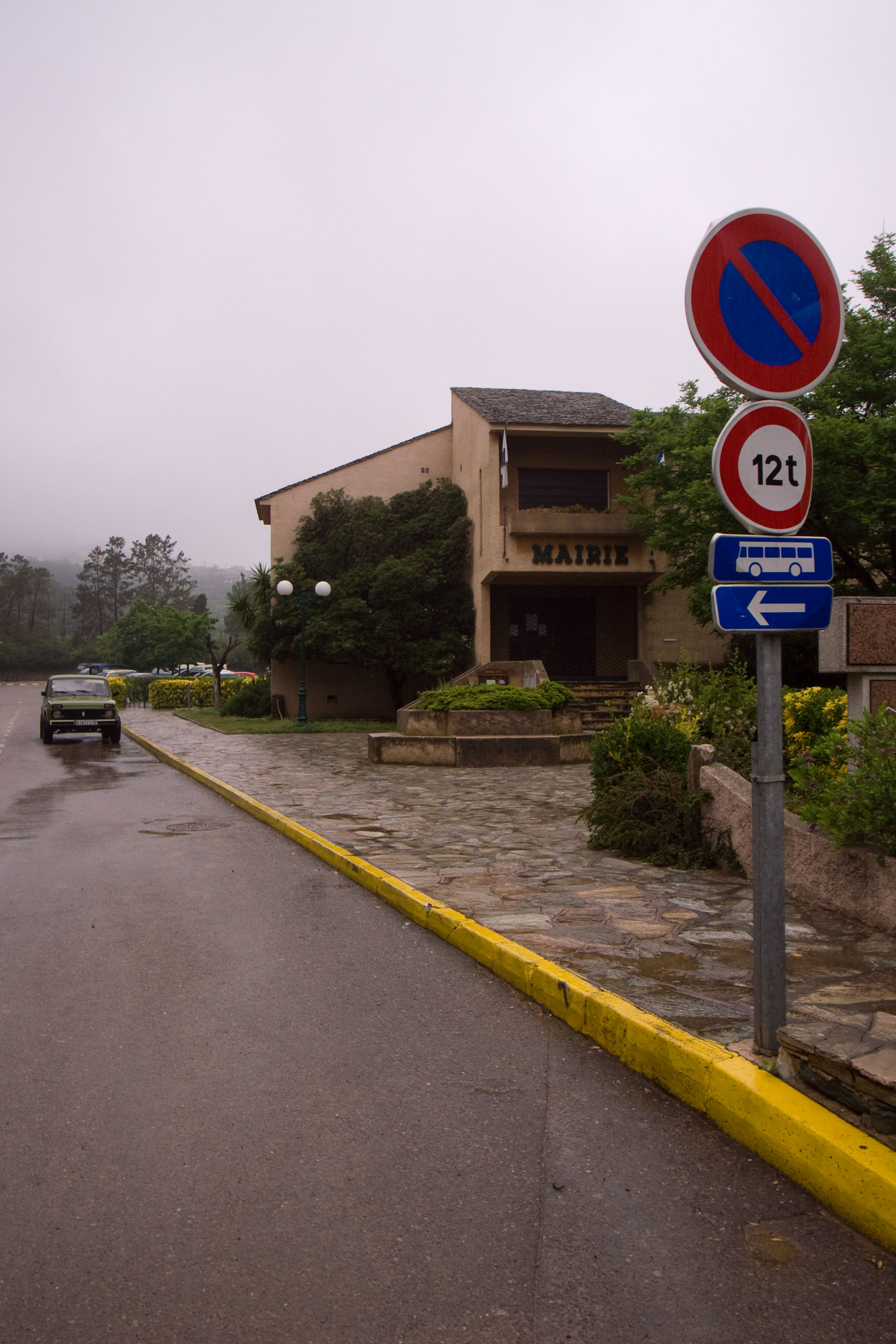
Mairie Brando